# Allopurinol
Allopurinol, được bán dưới tên thương mại là Zyloprim cùng một số những tên khác, là một loại thuốc được sử dụng để làm giảm nồng độ acid uric trong máu cao. Nó được sử dụng đặc biệt để ngăn ngừa bệnh gút, ngăn ngừa các loại sỏi thận cụ thể, và cho cả nồng độ acid uric cao có thể gặp khi hóa trị. Chúng có thể được uống hoặc tiêm vào tĩnh mạch.
Tác dụng phụ thường gặp khi sử dụng qua đường uống bao gồm ngứa và phát ban. Tác dụng phụ thường gặp khi sử dụng bằng cách tiêm bao gồm nôn mửa và các vấn đề về thận. Mặc dù thường không được khuyến cáo, sử dụng allopurinol sau khi bị gout tấn công dường như là an toàn. Với những người đã dùng thuốc, chúng nên được sử dụng tiếp tục ngay cả trong một cơn gút cấp tính. Mặc dù sử dụng trong khi mang thai dường như không gây hại gì, việc này vẫn chưa được nghiên cứu kỹ. Allopurinol thuộc họ thuốc ức chế xanthine oxidase.
Allopurinol đã được phê duyệt để sử dụng y tế tại Hoa Kỳ vào năm 1966. nằm trong danh sách các thuốc thiết yếu của Tổ chức Y tế Thế giới, tức là nhóm các loại thuốc hiệu quả và an toàn nhất cần thiết trong một hệ thống y tế. Allopurinol có sẵn dưới dạng thuốc gốc. Chi phí bán buôn ở các nước đang phát triển là khoảng 0,81-3,42 USD mỗi tháng. Tại Hoa Kỳ một tháng chi phí điều trị là ít hơn 25 USD.